# St. Eligius (Großostheim)

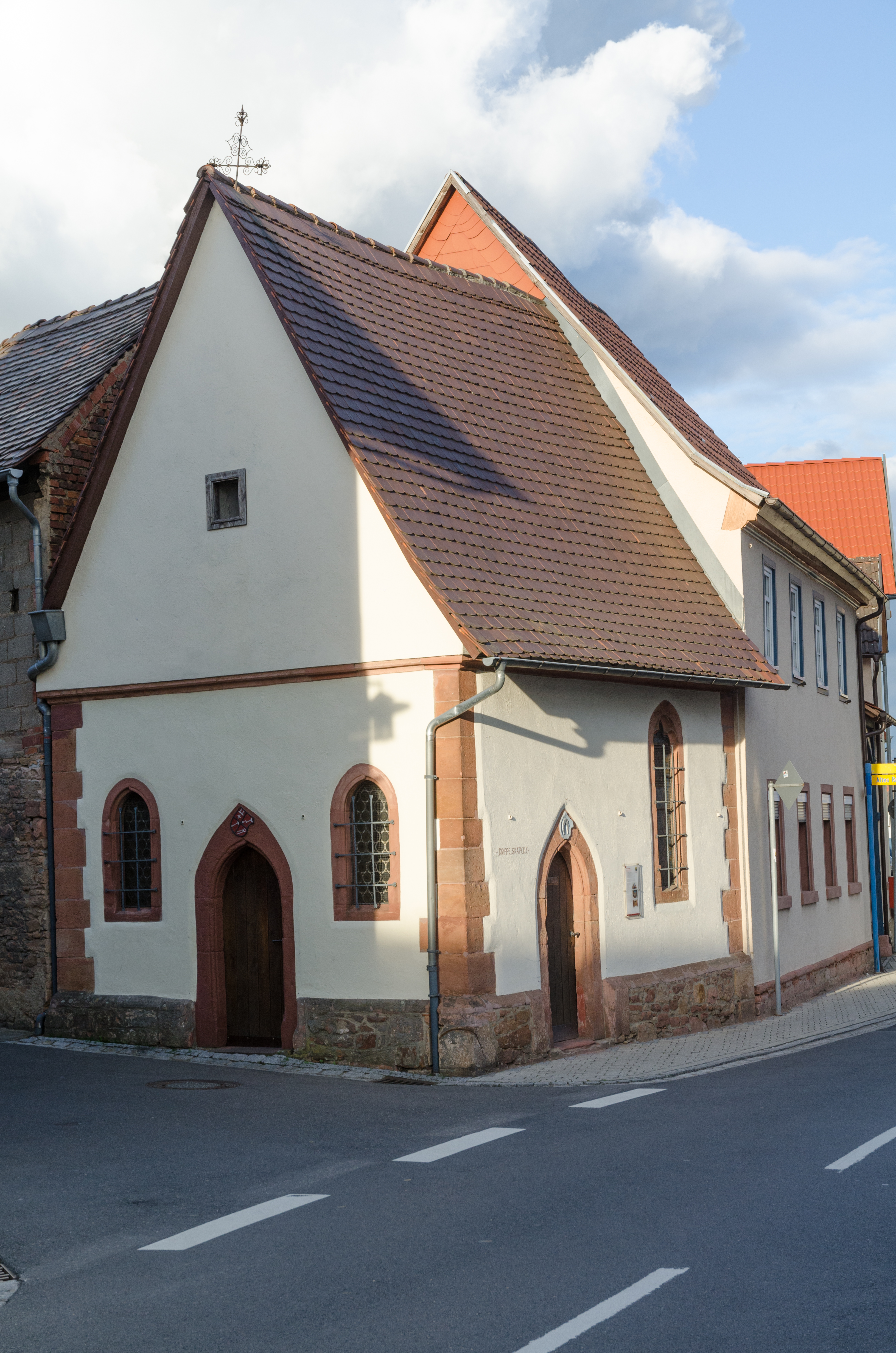
St. Eligius (Großostheim)

Die römisch-katholische Kapelle St. Eligius, nach ihrem Erbauer auch Drippelkapelle genannt, ist eine denkmalgeschützte Kirche in Großostheim, einem Markt im Landkreis Aschaffenburg (Unterfranken, Bayern). Das Bauwerk ist unter der Denkmalnummer D-6-71-122-38 als Baudenkmal in der Bayerischen Denkmalliste eingetragen. Die Kapelle gehört zur Pfarrei St. Peter und Paul (Großostheim) in der Pfarreiengemeinschaft St. Peter und Paul und Mariä Himmelfahrt (Großostheim) im Dekanat Aschaffenburg-West des Bistums Würzburg.

## Beschreibung
Die kleine spätgotische, mit einem Satteldach bedeckte Saalkirche wurde 1517 erbaut. Zur  Kirchenausstattung gehört ein Flügelaltar aus dieser Zeit. Im Schrein in der Mitte sind Maria, die heilige Katharina und die heilige Barbara dargestellt.